# Изотопы бериллия
Изото́пы бериллия — разновидности химического элемента бериллия, имеющие разное содержание нейтронов в ядре. Известны 12 изотопов бериллия.

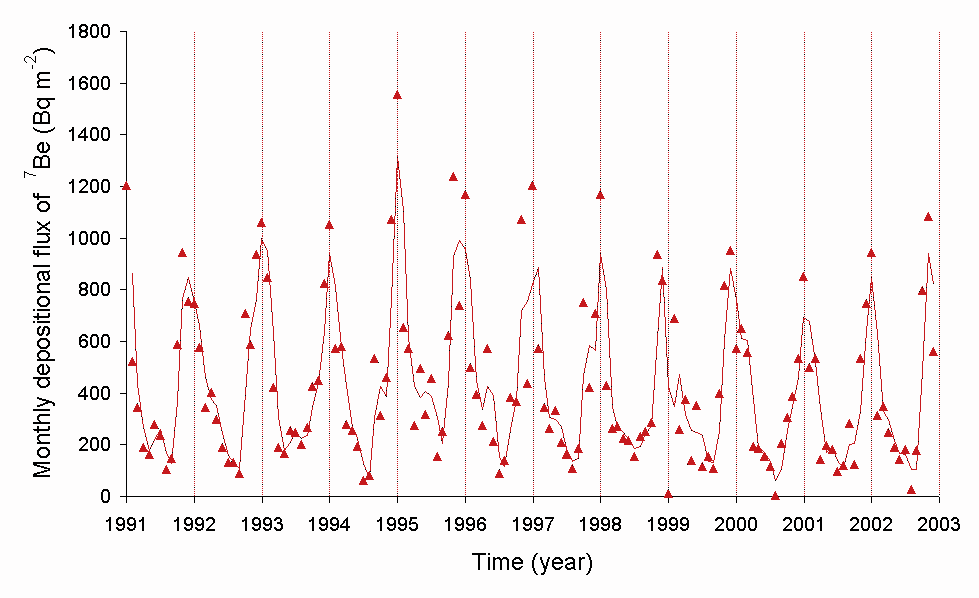
Концентрация ^{7}Be в осадках в Японии

Единственным стабильным изотопом является 9Be, его природная изотопная распространённость равна 100 %. Таким образом, бериллий практически моноизотопный элемент. Также в следовых количествах присутствуют 7Be и 10Be, возникающие в атмосфере в результате ядерных реакций, индуцированных космическим излучением. Самым долгоживущим радиоизотопом является 10
Be с периодом полураспада 1,387 млн лет.

## Таблица изотопов бериллия
| Символ нуклида | Z(p)                 | N(n)                 | Масса изотопа (а. е. м.) | Период полураспада (T1/2)               | Канал распада        | Продукт распада | Спин и чётность ядра | Распространённость изотопа в природе | Диапазон изменения изотопной распространённости в природе |
| Символ нуклида | Энергия возбуждения  | Энергия возбуждения  | Энергия возбуждения      | Период полураспада (T1/2)               | Канал распада        | Продукт распада | Спин и чётность ядра | Распространённость изотопа в природе | Диапазон изменения изотопной распространённости в природе |
| -------------- | -------------------- | -------------------- | ------------------------ | --------------------------------------- | -------------------- | --------------- | -------------------- | ------------------------------------ | --------------------------------------------------------- |
| 5 Be           | 4                    | 1                    | 5,03 987 ± (215)#        |                                         | p ?                  | 4 Li ?          | (1/2+)#              |                                      |                                                           |
| 6 Be           | 4                    | 2                    | 6,019 726 ± (6)          | (5,0 ± (3))⋅10−21 с [91,6 ± (5,6) кэВ]  | 2p                   | 4 He            | 0+                   |                                      |                                                           |
| 7 Be           | 4                    | 3                    | 7,01 692 871 ± (8)       | 53,22 ± (6) сут                         | ЭЗ                   | 7 Li            | 3/2−                 |                                      |                                                           |
| 8 Be           | 4                    | 4                    | 8,00 530 510 ± (4)       | (81,9 ± (3,7))⋅10−18 с [5,58 ± (25) эВ] | α                    | 4 He            | 0+                   |                                      |                                                           |
| 8m Be          | 16 626 ± (3) кэВ     | 16 626 ± (3) кэВ     | 16 626 ± (3) кэВ         |                                         | α                    | 4 He            | 2+                   |                                      |                                                           |
| 9 Be           | 4                    | 5                    | 9,01 218 306 ± (8)       | стабилен                                | стабилен             | стабилен        | 3/2−                 | 1                                    |                                                           |
| 9m Be          | 14 390,3 ± (1,7) кэВ | 14 390,3 ± (1,7) кэВ | 14 390,3 ± (1,7) кэВ     | (1,25 ± (10))⋅10−18 с [367 ± (30) эВ]   |                      |                 | 3/2−                 |                                      |                                                           |
| 10 Be          | 4                    | 6                    | 10,01 353 469 ± (9)      | (1,387 ± (12))⋅106 лет                  | β−                   | 10 B            | 0+                   |                                      |                                                           |
| 11 Be          | 4                    | 7                    | 11,02 166 108 ± (26)     | 13,76 ± (7) с                           | β− (96,7 ± (1) %)    | 11 B            | 1/2+                 |                                      |                                                           |
| 11 Be          | 4                    | 7                    | 11,02 166 108 ± (26)     | 13,76 ± (7) с                           | β−α (3,3 ± (1) %)    | 7 Li            | 1/2+                 |                                      |                                                           |
| 11 Be          | 4                    | 7                    | 11,02 166 108 ± (26)     | 13,76 ± (7) с                           | β−p (0,0013 ± (3) %) | 10 Be           | 1/2+                 |                                      |                                                           |
| 11m Be         | 21 158 ± (20) кэВ    | 21 158 ± (20) кэВ    | 21 158 ± (20) кэВ        | (0,93 ± (13))⋅10−21 с [500 ± (75) кэВ]  | ИП ?                 | 11 Be ?         | 3/2−                 |                                      |                                                           |
| 12 Be          | 4                    | 8                    | 12,0 269 221 ± (20)      | 21,46 ± (5) мс                          | β− (99,50 ± (3) %)   | 12 B            | 0+                   |                                      |                                                           |
| 12 Be          | 4                    | 8                    | 12,0 269 221 ± (20)      | 21,46 ± (5) мс                          | β−n (0,50 ± (3) %)   | 11 B            | 0+                   |                                      |                                                           |
| 12m Be         | 2251 ± (1) кэВ       | 2251 ± (1) кэВ       | 2251 ± (1) кэВ           | 233 ± (7) нс                            | ИП                   | 12 Be           | 0+                   |                                      |                                                           |
| 13 Be          | 4                    | 9                    | 13,036 135 ± (11)        | (1,0 ± (7))⋅10−21 с                     | n ?                  | 12 Be ?         | (1/2−)               |                                      |                                                           |
| 13m Be         | 1500 ± (50) кэВ      | 1500 ± (50) кэВ      | 1500 ± (50) кэВ          |                                         |                      |                 | (5/2+)               |                                      |                                                           |
| 14 Be          | 4                    | 10                   | 14,04 289 ± (14)         | 4,53 ± (27) мс                          | β−n (86 ± (6) %)     | 13 B            | 0+                   |                                      |                                                           |
| 14 Be          | 4                    | 10                   | 14,04 289 ± (14)         | 4,53 ± (27) мс                          | β− (> 9,0 ± (6,3) %) | 14 B            | 0+                   |                                      |                                                           |
| 14 Be          | 4                    | 10                   | 14,04 289 ± (14)         | 4,53 ± (27) мс                          | β−2n (5 ± (2) %)     | 12 B            | 0+                   |                                      |                                                           |
| 14 Be          | 4                    | 10                   | 14,04 289 ± (14)         | 4,53 ± (27) мс                          | β−t (0,02 ± (1) %)   | 11 Be           | 0+                   |                                      |                                                           |
| 14 Be          | 4                    | 10                   | 14,04 289 ± (14)         | 4,53 ± (27) мс                          | β−α (< 0,004 %)      | 10 Li           | 0+                   |                                      |                                                           |
| 14m Be         | 1520 ± (150) кэВ     | 1520 ± (150) кэВ     | 1520 ± (150) кэВ         |                                         |                      |                 | (2+)                 |                                      |                                                           |
| 15 Be          | 4                    | 11                   | 15,05 349 ± (18)         | (790 ± (270))⋅10−24 с                   | n                    | 14 Be           | (5/2+)               |                                      |                                                           |
| 16 Be          | 4                    | 12                   | 16,06 167 ± (18)         | (650 ± (130))⋅10−24 с [0,73 ± (18) МэВ] | 2n                   | 14 Be           | 0+                   |                                      |                                                           |

1. 1 2 3  Этот канал распада был теоретически предположен, но не был экспериментально обнаружен

### Пояснения к таблице
- Распространённость изотопов приведена для большинства природных образцов. Для других источников значения могут сильно отличаться.

- Индексами 'm', 'n', 'p' (рядом с символом) обозначены возбужденные изомерные состояния нуклида.

- Символами, выделенными жирным шрифтом, обозначены стабильные продукты распада. Символами, выделенными жирным курсивом, обозначены радиоактивные продукты распада, имеющие периоды полураспада, сравнимые с возрастом Земли или превосходящие его и вследствие этого присутствующие в природной смеси.

- Значения, помеченные решёткой (#), получены не из одних лишь экспериментальных данных, а (хотя бы частично) оценены из систематических трендов у соседних нуклидов (с такими же соотношениями Z и N). Неуверенно определённые значения спина и/или чётности заключены в скобки.

- Погрешность приводится в виде числа в скобках, выраженного в единицах последней значащей цифры, означает одно стандартное отклонение (за исключением распространённости и стандартной атомной массы изотопа по данным ИЮПАК, для которых используется более сложное определение погрешности). Примеры: 29770,6(5) означает 29770,6 ± 0,5; 21,48(15) означает 21,48 ± 0,15; −2200,2(18) означает −2200,2 ± 1,8.

## Аномальный распад8Be
Учеными Института ядерных исследований в Венгрии в 2016 году обнаружена аномалия, по их словам, при распаде изотопа 8Be. Обнаружено отклонение в величине угла разлёта электронов и позитронов, рождающихся из фотона распада. Было предположено, что за аномалию отвечает неизвестная частица — элементарный бозон (названный частицей X17), возможно (но не достоверно) отвечающий за новое, еще не открытое фундаментальное взаимодействие.